# Grorud Futsal 2015-2016
Questa voce raccoglie le informazioni riguardanti il Grorud Futsal nelle competizioni ufficiali della stagione 2015-2016.

## Rosa
| N° | Naz.                | Ruolo | Sportivo         | Anno | Alt.   | Peso  |
| -- | ------------------- | ----- | ---------------- | ---- | ------ | ----- |
|    | Norvegia (bandiera) | POR   | Terje Kirsebom   | 1979 | 178 cm |       |
|    | Norvegia (bandiera) | LAT   | Faysal Ahmed     | 1988 | 180 cm | 76 kg |
|    | Norvegia (bandiera) | LAT   | Jonas Edvardsen  | 1988 | 180 cm | 65 kg |
|    | Norvegia (bandiera) | PIV   | Jimi Akinyemi    | 1988 | 184 cm |       |
|    | Norvegia (bandiera) | PIV   | Abdurahim Laajab | 1985 | 185 cm | 76 kg |
|    | Norvegia (bandiera) | PIV   | Arib Maazouzi    | 1988 |        |       |
|    | Norvegia (bandiera) | PIV   | Zacaria Maazouzi | 1989 |        |       |
|    | Norvegia (bandiera) | PIV   | Dennis Obeng     | 1988 | 182 cm | 83 kg |
|    | Norvegia (bandiera) | PIV   | Esben Rashid     | 1991 |        |       |

## Risultati

### NFF Futsal Eliteserie
| Arbitro: | Myklebust |

|                                      |           |                                   |
| Mahnin 3’ Rashid 18’ A. Maazouzi 21’ | Marcatori | 13’, 24’ Eggen Rismark 30’ Ovesen |

| Arbitro: | Rafiq (Oslo) |

|  |           |                                                  |
|  | Marcatori | 22’, 23’, 33’ A. Maazouzi 37’ Fonstad El Ghaouti |

| Arbitro: | Myklebust |

|                                                       |           |                              |
| Høvik 20’ Mahnin 24’ (aut.) Røttingsnes 26’ Skaga 40’ | Marcatori | 11’ (aut.) Mahnin 37’ Laajab |

| Arbitro: | Rafiq (Oslo) |

|                           |           |                                 |
| A. Maazouzi 8’ Laajab 33’ | Marcatori | 11’ Anthonisen 40’ Christiansen |

| Arbitro: | Schjølberg |

|                                                    |           |                                                     |
| Svendsen 9’ Maazouzi 11’ Jafar 23’, 34’ Mahnin 29’ | Marcatori | 10’, 12’, 20’, 36’, 38’, 39’ Henriksen 16’ Amundsen |

### Coppa UEFA
| Arbitro: | Manzione |

|                                                                                           |           |  |
| El Moussaoui 7'37'’, 18'17'’ Obeng 14'13'’, 39'16'’ Jafar 30'57'’ Akinyemi 39'24'’ (t.l.) | Marcatori |  |

| Arbitro: | Witkowski |

|                                                                                                   |           |                                  |
| Hosio 2'39'’, 6'34'’, 20'50'’ Tirkkonen 3'21'’ Ju. Alasuutari 9'02'’ Pakola 12'57'’ Junno 39'13'’ | Marcatori | 0'35'’ Svendsen 28'02'’ Akinyemi |

| Arbitro: | Sliva |

|                                                 |           |                                                          |
| Akinyemi 2'19'’, 36'59'’ Jafar 16'29'’, 30'50'’ | Marcatori | 20'42'’ J. Duarte 21'06'’ Martin 35'30'’, 39'51'’ Vargas |

## Statistiche

### Statistiche dei giocatori
| Giocatore    | NFF Futsal Eliteserie | NFF Futsal Eliteserie | NFF Futsal Eliteserie | NFF Futsal Eliteserie | Coppe nazionali | Coppe nazionali | Coppe nazionali | Coppe nazionali | Coppa UEFA | Coppa UEFA | Coppa UEFA  | Coppa UEFA | Altre coppe | Altre coppe | Altre coppe | Altre coppe | Totale   | Totale | Totale      | Totale     |
| Giocatore    | Presenze              | Reti                  | Ammonizioni           | Espulsioni            | Presenze        | Reti            | Ammonizioni     | Espulsioni      | Presenze   | Reti       | Ammonizioni | Espulsioni | Presenze    | Reti        | Ammonizioni | Espulsioni  | Presenze | Reti   | Ammonizioni | Espulsioni |
| ------------ | --------------------- | --------------------- | --------------------- | --------------------- | --------------- | --------------- | --------------- | --------------- | ---------- | ---------- | ----------- | ---------- | ----------- | ----------- | ----------- | ----------- | -------- | ------ | ----------- | ---------- |
| F. Ahmed     |                       |                       |                       |                       |                 |                 |                 |                 | 2          | 0          | 0           | 1          |             |             |             |             | 2        | 0      | 0           | 1          |
| J. Akinyemi  |                       |                       |                       |                       |                 |                 |                 |                 | 3          | 4          | 0           | 0          |             |             |             |             | 3        | 4      | 0           | 0          |
| J. Edvardsen |                       |                       |                       |                       |                 |                 |                 |                 | 2          | 0          | 0           | 0          |             |             |             |             | 2        | 0      | 0           | 0          |
| T. Kirsebom  |                       |                       |                       |                       |                 |                 |                 |                 | 1          | 0          | 0           | 0          |             |             |             |             | 1        | 0      | 0           | 0          |
| A. Laajab    |                       |                       |                       |                       |                 |                 |                 |                 | 0          | 0          | 0           | 0          |             |             |             |             | 0        | 0      | 0           | 0          |
| A. Maazouzi  |                       |                       |                       |                       |                 |                 |                 |                 | 3          | 0          | 0           | 0          |             |             |             |             | 3        | 0      | 0           | 0          |
| Z. Maazouzi  |                       |                       |                       |                       |                 |                 |                 |                 | 0          | 0          | 0           | 0          |             |             |             |             | 0        | 0      | 0           | 0          |
| D. Obeng     |                       |                       |                       |                       |                 |                 |                 |                 | 3          | 2          | 0           | 0          |             |             |             |             | 3        | 2      | 0           | 0          |
| E. Rashid    |                       |                       |                       |                       |                 |                 |                 |                 | 3          | 0          | 1           | 0          |             |             |             |             | 3        | 0      | 1           | 0          |